# Sariwon
.
Sariwŏn (em coreano: 사리원시) é a capital da província norte-coreana de Hwanghae Norte. Sua população é de 307.764 habitantes.

## Geografia
O município está no centro da Coreia do Norte, numa região de relevo baixo, ao sul da capital Pyongyang, da qual não dista muitos quilômetros. A sua localização geográfica exata é entre as coordenadas 38,30 N e 125,45 E.

## História
A cidade começou a desenvolver-se em 1906, quando converteu-se em centro ferroviário, no centro da estrada que ligava Seul a Sinŭiju. Entre 1910 e 1945, como o restante da Península Coreana, a cidade esteve ocupada pelos japoneses. Posteriormente, durante a Guerra da Coreia, os americanos destruíram 90% da cidade. 

## Economia

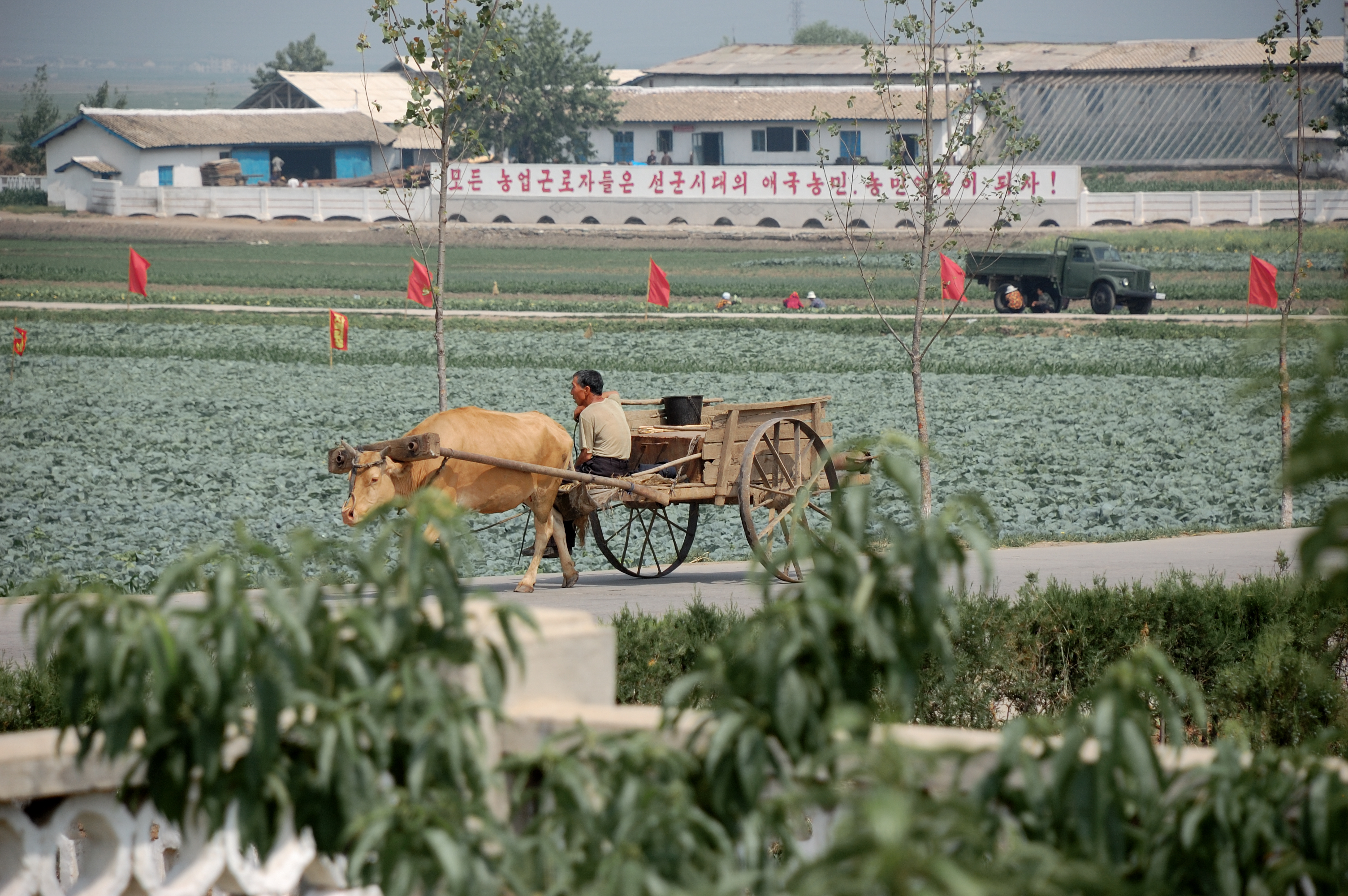
Campos próximos à cidade de Sariwon, na Coreia do Norte

Apesar da maior parte da população economicamente ativa ainda estar concentrada no setor primário, existem ali fábricas de potássio, fertilizantes e tratores, bem como indústrias alimentícias. Sariwon conta ainda com importantes universidades do país, onde se ministram cursos direcionados à agronomia e à farmacologia. A cidade é também um grande centro de saúde, devido ao seu hospital pediátrico que serve a 16 distritos do sul do país, atendendo crianças e jovens de até 17 anos. 

## Cidades parceiras
- Lahore (Paquistão),
- Székesfehérvár (Hungria)